# Permanente Revolution
Permanente Revolution bezeichnet im marxistischen politischen Denken „die bruchlose Entwicklung von der demokratischen zu einer sozialistischen Revolution in halbfeudalen oder in zurückgebliebenen kapitalistischen Ländern (oder auch in Kolonien oder Halbkolonien) sowie die internationale Ausbreitung dieses Prozesses“ (Kritisches Wörterbuch des Marxismus).

## Begriffsgeschichte
Der Ausdruck tritt zum ersten Mal in Karl Marx’ Jugendschriften auf und ist vermutlich auf eine von den Jakobinern verwendete Redewendung von der revolutionären Volksversammlung „in Permanenz“ zurückzuführen.
Der erste Text, in dem der Ausdruck „permanente Revolution“ zum Träger einer strategischen politischen Bedeutung wurde, war die von Marx verfasste Ansprache der Zentralbehörde an den Bund der Kommunisten vom März 1850. Marx fordert hier zur Verwirklichung der revolutionären Ziele „die Revolution in Permanenz“, die allein die Beseitigung bürgerlich-kapitalistischer Klassenherrschaft und die nationale Entgrenzung der Bewegung garantiere.
Nach den revolutionären Unruhen des Jahres 1905 in Russland erhielt der Terminus erneut programmatische Bedeutung. Bei Rosa Luxemburg und Franz Mehring wurde er zum Leitbegriff für die Sozialdemokratie.
Eine zentrale Bedeutung bekam der Begriff im Werk Leo Trotzkis. 
Er erweiterte den Begriff zu einem systematischen Konzept, das diverse revolutionsstrategische und politische Aspekte miteinander verbindet.
Die permanente Revolution umfasst hierbei drei  „untrennbar verbundene Teile eines Ganzen“:
1. die Notwendigkeit des unmittelbaren Übergangs von der demokratischen zur sozialistischen Revolution
2. die Abfolge unterschiedlicher sozioökonomischer Transformationen, die „die Gesellschaft nicht ins Gleichgewicht kommen“ lassen
3. den internationalen Charakter der sozialistischen Revolution, deren nationaler Beginn lediglich als revolutionäres Anfangsstadium zu werten ist.[6]

Josef Stalin etikettierte die Theorie der permanenten Revolution gegen Trotzki als „Abart des Menschewismus“. In der Revolutionslehre Mao Tse Tungs fand das Konzept eine erneute methodisch-systematische Anwendung. Sie bezeichnet dort den Fortschritt von einer ökonomischen, politisch-ideologischen oder technischen Entwicklungsstufe zur nächsten.

## Marx
In seiner „Ansprache der Zentralbehörde“ versuchte Marx die Lehren aus der gescheiterten deutschen Revolution von 1848/49 zu ziehen. Nach seiner Einschätzung war das Bürgertum im Unterschied zur Französischen Revolution von 1789  nicht mehr bereit, die demokratischen und nationalen Ziele der bürgerlichen Revolution konsequent zu verwirklichen, und paktierte aus Furcht vor den Ansprüchen der Arbeiter lieber mit der  monarchistischen Reaktion.  
Das Interesse und die Aufgabe der Arbeiterklasse sei es dagegen, „die Revolution permanent zu machen, so lange, bis alle mehr oder weniger besitzenden Klassen von der Herrschaft verdrängt sind, die Staatsgewalt vom Proletariat erobert und die Assoziation der Proletarier nicht nur in einem Lande, sondern in allen herrschenden Ländern der ganzen Welt so weit vorgeschritten ist, dass die Konkurrenz der Proletarier in diesen Ländern aufgehört hat und dass wenigstens die entscheidenden produktiven Kräfte in den Händen der Proletarier konzentriert sind“.
Marx argumentierte für die unabhängige politische Organisierung der Arbeiterklasse,
die sich aus ihrer Rolle als linkes Anhängsel der bürgerlichen Demokraten lösen müsse, um zwar mit ihnen gemeinsam für die gemeinsamen Ziele zu kämpfen, aber darüber hinauszugehen, sobald so die konservative Selbstbeschränkung der Revolution überwunden werden könne.
Diese Strategie entsprach dabei keineswegs den im Deutschland von 1850 tatsächlich bestehenden Kräfteverhältnissen: die 1848/49 angefangene Revolution war bereits besiegt und das deutsche Proletariat zu schwach, um eine führende Rolle zu übernehmen. Dennoch gilt dieses Dokument als „erstaunliche Vorwegnahme der sozialen und politischen Dynamik der Oktoberrevolution von 1917“.

## Trotzki
Bei Trotzki stellte die Theorie der permanenten Revolution eines der maßgebenden Konzepte  hinter seiner praktischen Tätigkeit  in den Jahren vor der Oktoberrevolution dar, die er im Austausch mit Alexander Parvus entwickelte.
Sie war wesentlicher Bestandteil seines Revolutionskonzepts, das weltweit auf alle rückständigen Länder übertragbar sein sollte.
Mit der „Theorie der permanenten Revolution“  wollte er sich von Positionen der „gemäßigten“ (Menschewiki) und der radikalen russischen Sozialdemokraten (Bolschewiki) abgrenzen.
Nach Trotzki hielten die „gemäßigten“ Sozialdemokraten an der überkommenen Vorstellung geschiedener „Etappen“ der Revolution fest. Danach müsse erst der Zarismus durch die Bourgeoisie gestürzt werden, bevor die proletarische Revolution durch die Arbeiterpartei erfolgen könne.  Die „radikalen“ Sozialdemokraten dagegen trauten der Bourgeoisie nicht zu, die Überwindung des Zarismus wirklich konsequent zu Ende zu bringen. Sie unterstellten der Bourgeoisie vielmehr, dass sie aus Furcht vor dem sich mobilisierenden Proletariat mit der Reaktion paktieren werde, und forderten daher eine gemeinsame „demokratische Diktatur des Proletariats und der Bauernschaft“. Dies war mit der Erwartung verknüpft, die Bauernschaft werde eine eigene politische Partei hervorbringen, mit der die Arbeiterpartei nach dem Sturz des Zarismus eine Koalitionsregierung würde bilden können.
Trotzki vertrat zusammen mit sehr wenigen anderen Sozialdemokraten die dritte Position, dass nur die Eroberung der politischen Macht durch die Arbeiter und armen Bauern, gestützt auf die Masse der unterdrückten Landbevölkerung, die vollständige und nachhaltige Lösung der Aufgaben der bürgerlichen Revolution erlauben würde.  Trotzki erkannte damit zwar die Rolle der Bauern in der Revolution an, betonte aber, dass deren wichtigste Forderungen (wie die einer Agrarreform)  nur von einer Arbeiterklasse an der Macht erfüllt werden könnten.
In seinem Buch Ergebnisse und Perspektiven (1905/06) verlieh Trotzki der „Theorie der permanenten Revolution“ zum ersten Mal eine einheitliche schriftliche Gestalt.  In diesem Traktat analysiert er die Beschaffenheit des zaristischen Russlands, das Verhältnis der unterschiedlichen Kräfte der bevorstehenden russischen Revolution zueinander, zur allgemeinen Ausprägung der Gesellschaft und unter Berücksichtigung der verschiedenen bürgerlichen Revolutionen seit 1789. Trotzki resümierte, dass die nationale Bourgeoisie im Laufe der kapitalistischen Genesis ihre fortschrittliche Rolle eingebüßt hatte, und sah voraus, dass sie in einem rückständigen Land wie dem damaligen Zarenreich, welches vor der Erfüllung der Aufgaben der demokratischen Revolution (Bodenreform, Schaffung der parlamentarischen Demokratie etc.) stand, notwendigerweise eine passive bis konterrevolutionäre Rolle einnehmen würde, wie die Erfahrungen von 1905 und 1917 bewiesen.
Seiner Ansicht nach müsste die Arbeiterklasse als einzige konsequent oppositionelle Kraft die Führung übernehmen und gleichzeitig zunächst den allgemeinen Kampf der Bauernschaft animieren, während die Revolution später ihre Säule auf dem Land in der Dorfarmut finden würde. Die Revolution würde in zwei Phasen ablaufen:
1. Die Phase des endgültigen Sieges über die feudalen Strukturen durch eine großangelegte Bodenreform, durch die Bagatellisierung oder soziale Auslöschung des Adels und anderer feudaler Stände sowie
2. Die Phase der proletarischen Revolution, welche durch die Abschaffung des Privateigentums an Produktionsmitteln, durch die allmähliche Nationalisierung des Bodens, die Monopolisierung des Außenhandels und anderer Wirtschaftszweige charakterisiert wird.

All dies gilt laut Trotzki allerdings ausschließlich unter der Voraussetzung einer Weltrevolution; würde diese nicht eintreten, wäre jede Revolution unter Führung der Arbeiterklasse zum Scheitern verurteilt.